# A Banquet
Pour plus de détails, voir Fiche technique et Distribution.
A Banquet est un film d'horreur britannique réalisé par Ruth Paxton et écrit par Justin Bul, sorti en 2021.
Il a été présenté en avant première au Festival international du film de Toronto 2021 et est diffusé dans certaines salles et plateformes de streaming le 18 février 2022.

## Distribution
- Sienna Guillory : Holly Hughes
- Jessica Alexander : Betsey Hughes
- Ruby Stokes : Isabelle Hughes
- Kaine Zajaz : Dominic
- Lindsay Duncan : June
- Walter van Dyk : le dentiste